# 耶拿
耶拿（德語發音：[ˈjeːna] ⓘ）是德国中部萨勒河畔的城市，人口约十万余，是德国图林根州僅次于州首府埃尔福特的第二大城市。耶拿以光学工业闻名，有卡尔·蔡司厂和肖特玻璃厂。

## 历史事件
- 1806年10月14日，拿破仑在耶拿大败普鲁士军队（耶拿戰役）。

## 機構

### 大学
- 耶拿大学--建立於1558年，由Landesherr Johann Friedrich I.所創立，其塑像於耶拿大學創校300週年時，被設立於耶拿市中心的廣場上。德國著名文學家席勒曾在耶拿大学讲学。

- 耶拿应用科技大学（The University of Applied Sciences （Fachhochschule Jena））于1991年建立，主要学科方向为工科与自然科学方向，包括机械、激光、科学仪器等专业。

### 博物馆和纪念馆
- 耶拿光学博物馆
- 肖特玻璃博物馆
- 耶拿市博物馆
- 歌德纪念馆

## 其他

### 友好城市
- 法國 欧贝维利耶

## 多媒體

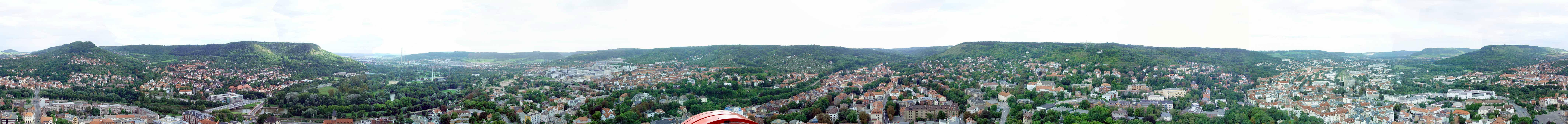
耶拿全景

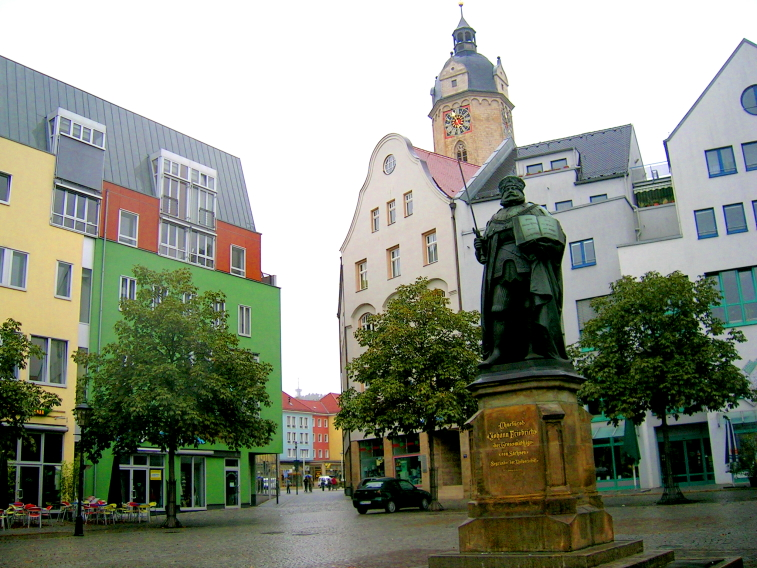
市中心廣場
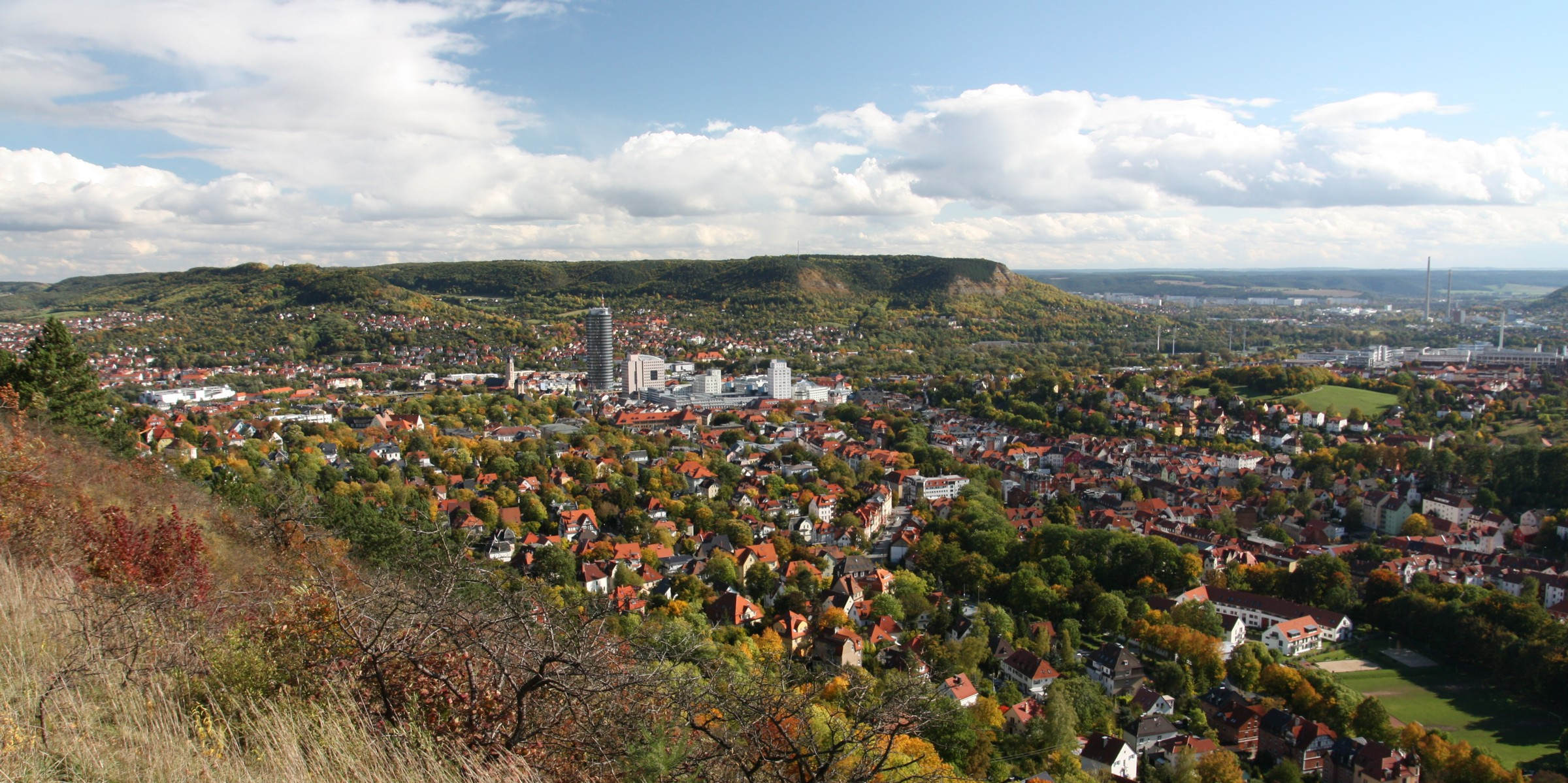
俯瞰耶拿
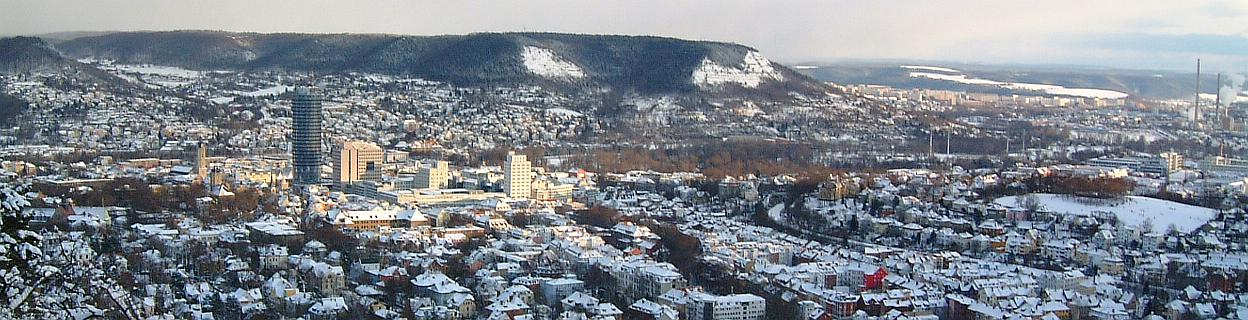
冬日耶拿

## 外部連結
- 耶拿官方網站 （页面存档备份，存于）